# Emil Jakob Schindler

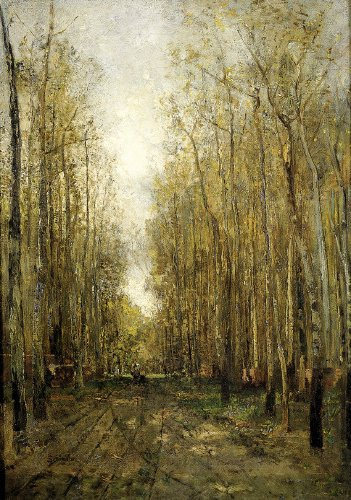
Waldweg bei Plankenberg im Herbst, ok. 1889-90

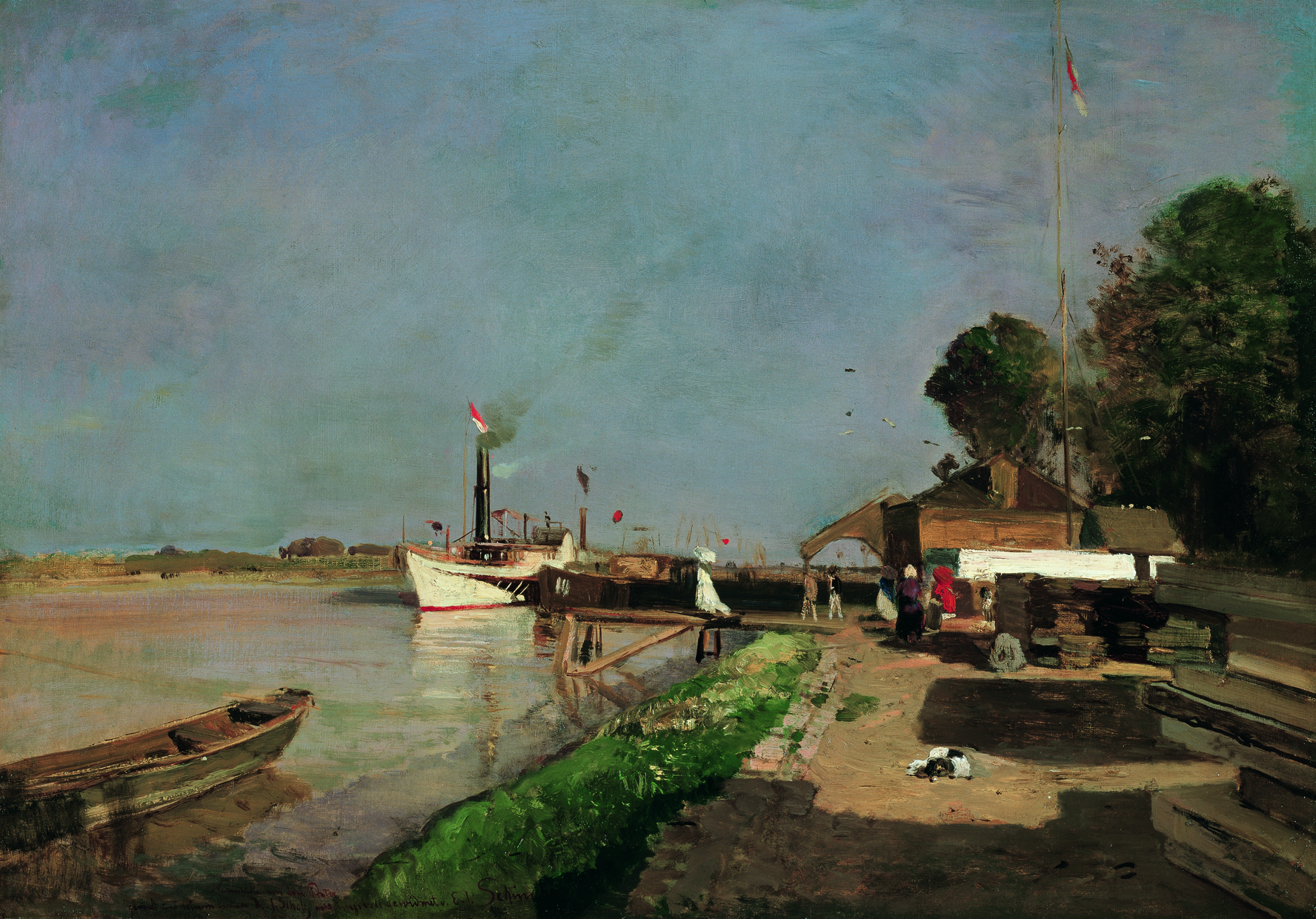
Die Dampfschiffstation an der Donau gegenüber Kaisermühlen, 1871-72

Emil Jakob (Jacob Emil) Schindler (ur. 27 kwietnia 1842 w Wiedniu, zm. 9 sierpnia 1892 w Westerland na wyspie Sylt) – austriacki malarz pejzażysta.

## Życiorys
Studiował w latach 1860–69 na Akademii Wiedeńskiej pod kierunkiem Alberta Zimmermanna. Następnie poznawał prace mistrzów holenderskich XVII w., na jego twórczość mieli wpływ także romantycy niemieccy i barbizończycy. Reprezentował szkołę wiedeńską, jego twórczość ewoluowała od realizmu do impresjonizmu. Był czołowym przedstawicielem austriackiego malarstwa nastrojowego. W 1881 roku otrzymał przyznawana przez Akademię Sztuk Pięknych w Wiedniu nagrodę Reichel-Preis.
Mieszkał od 1885 w Plankenberg w Lesie Wiedeńskim. Wiele podróżował m.in. do Wenecji, Dalmacji i Holandii. Zmarł przedwcześnie u szczytu kariery artystycznej na zapalenie wyrostka robaczkowego. Był żonaty z Anną Sofie Bergen (1857–1938), ich córką była Alma Mahler-Werfel.
Pochowany na Cmentarzu Centralnym w Wiedniu.

## Wybrane dzieła
- Boote an der Donau, 1870-72,
- Donaudampfschiffe, 1871,
- Die Dampfschiffstation an der Donau gegenüber Kaisermühlen, 1871-72,
- Holländische Landschaft – Gracht in Amsterdam, 1875-76,
- An der Thaya bei Lundenburg I, 1877,
- Hof eines Bauernhauses in Weißenkirchen, 1879,
- Weiher in Atzgersdorf, 1880,
- Hackinger Au, 1880,
- Alter Hof in Weißenkirchen, 1880,
- Buchenwald in Goisern, 1884,
- Februarstimmung – Vorfrühling im Wienerwald, 1884,
- Parklandschaft in Plankenberg – Flieder, 1887,
- Brücke bei Goisern, 1887,
- Hafen von Ragusa bei Abendstimmung im Dezember, 1889,
- Waldweg bei Plankenberg im Herbst, 1889-90,
- Küstenlandschaft aus Dalmatien, 1890,
- Mühle in Plankenberg, 1890,
- Pax – Der Friedhof von Gravosa bei Ragusa, 1891.

## Literatura dodatkowa
- Elisabeth Edith Kamenicek: Emil Jakob Schindler (1842-1892). Sein schriftliches Werk im Kontext von Kunsthandel, Mäzenatentum und Kunstkritik seiner Zeit. 2 Bände. Salzburg: Universität, Dissertation, 2002